# 15 Brygada Łączności
15 Sieradzka Brygada Łączności (15 BŁ, 15 SBŁ) – związek taktyczny Wojsk Łączności Sił Zbrojnych RP.

## Historia
Na podstawie zarządzenia Nr 0301/Org. szefa Sztabu Generalnego WP z dnia 9 grudnia 1954, w Zegrzu Północnym, w terminie do dnia 1 stycznia 1955, sformowana została 112 Samodzielna Kompania Radiolinii. Na podstawie zarządzenia Nr 0266/Org. szefa Sztabu Generalnego WP z dnia 28 listopada 1955, w garnizonie Sieradz, w terminie do dnia 1 lutego 1956 sformowany został 56 batalion radiolinii (JW 1069). Jednostka powstała na bazie 112 skrlk, dyslokowanej z Zegrza do Sieradza i wchodziła w skład Warszawskiego Okręgu Wojskowego. Na podstawie Zarządzenia Nr 024/Org. szefa Sztabu Generalnego WP z dnia 7 marca 1962 batalion przeformowany został w 15 pułk radioliniowo-kablowy.
Z dniem 1 stycznia 1965 oddział podporządkowany został dowódcy Pomorskiego Okręgu Wojskowego. Na podstawie rozkazu Nr 0112/Org. Ministra Obrony Narodowej z dnia 24 lipca 1968 dowódca POW, w terminie do dnia 1 listopada 1968 przeformował pułk w 15 Brygadę Radioliniowo-Kablową. 19 lipca 1975 brygada podporządkowana została dowódcy Śląskiego Okręgu Wojskowego.
19 października 1995, w 60. rocznicę przybycia do Sieradza 31 Pułku Strzelców Kaniowskich, brygada otrzymała nazwę wyróżniającą Sieradzka, a w następnym roku została wyróżniona przez Szefa Sztabu Generalnego WP Znakiem Honorowym.
W 2001 brygada podporządkowana została dowódcy Garnizonu Warszawa. Z dniem 1 stycznia 2002, decyzją Ministra Obrony Narodowej, jednostka przeformowana została w 15 Sieradzką Brygadę Wsparcia Dowodzenia (15 BWD, 15 SBWD).
Święto brygady – 19 października.
Decyzją Nr 288/MON/PSSS Ministra Obrony Narodowej z 31 sierpnia 2005 wprowadzono odznakę pamiątkową i oznakę rozpoznawczą Brygady.
7 kwietnia 2006 dowódca Garnizonu Warszawa gen. dyw. Jan Klejszmit przekazał na ręce dowódcy brygady płk. mgr. inż. Jana Sobotki Znak Honorowy Sił Zbrojnych Rzeczypospolitej Polskiej. Decyzją Ministra Obrony Narodowej Nr 106/MON z dnia 10 kwietnia 2013 wprowadzono proporczyk na beret 15 Sieradzkiej Brygady Wsparcia Dowodzenia.
Formalnie od 1 listopada 2024, w związku z reorganizacją Sił Zbrojnych, brygada została przeformowana w 15 Brygadę Łączności.
Decyzją Nr 70/MON z dnia 28 maja 2025 w brygadzie wprowadzono do użytku odznakę pamiątkową, oznakę rozpoznawczą oraz proporczyk na beret.

Insygnia
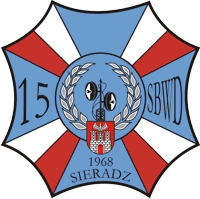
Odznaka pamiątkowa 15 SBWD (2005-2024)
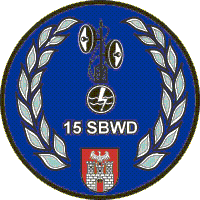
Oznaka rozpoznawcza 15 SBWD (2005-2024)
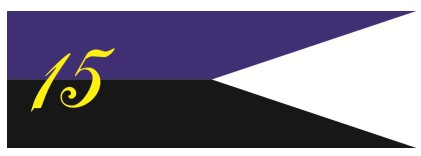
Proporczyk na beret 15 SBWD (2013-2024)
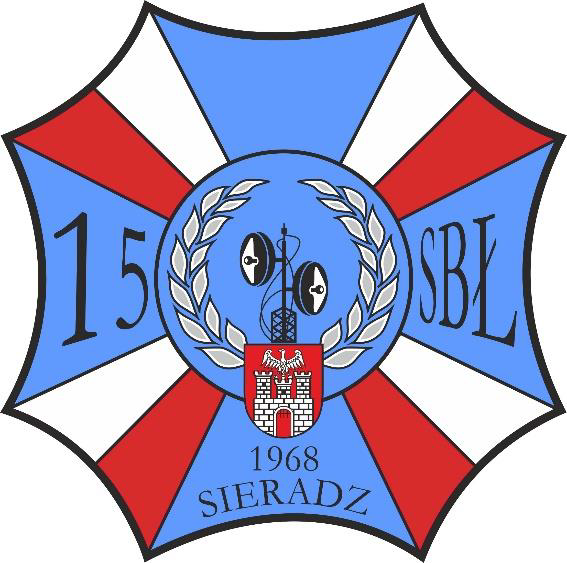
Odznaka pamiątkowa 15 SBŁ (od 2025)
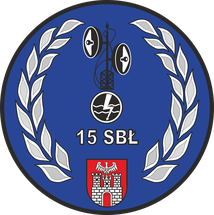
Oznaka rozpoznawcza 15 SBŁ na mundur wyjściowy (od 2025)
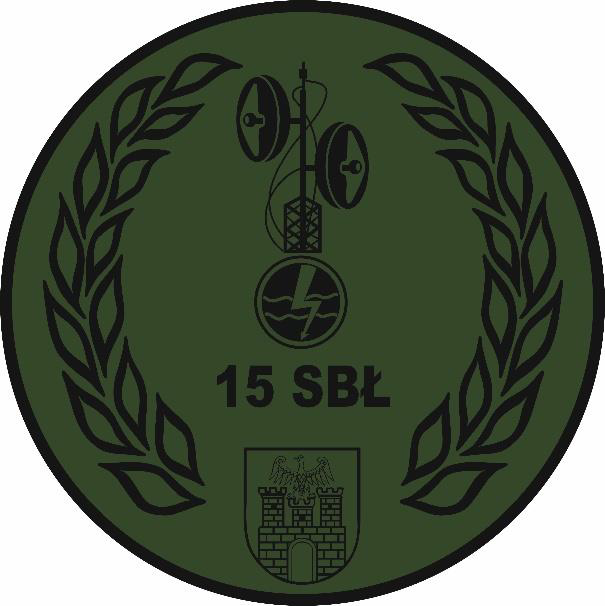
Oznaka rozpoznawcza 15 SBŁ na mundur polowy (od 2025)
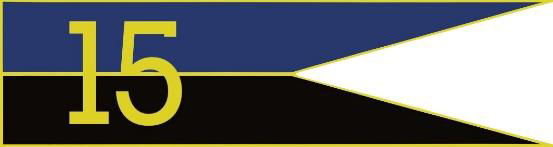
Proporczyk na beret 15 SBŁ (od 2025)

## Struktura brygady i podstawowe wyposażenie
Brygada jest jednostką organizacyjną Dowództwa Garnizonu Warszawa.
Składa się z dowództwa, sztabu, batalionów łączności, pododdziałów logistycznych i zabezpieczenia.
Na wyposażeniu brygady znajdują się między innymi:
- aparatownie komutacyjne (RWŁC)
- aparatownie transmisyjne
- polowe węzły informatyczne
- polowe węzły telefoniczne
- węzłowe wozy kablowe
- zestawy satelitarne

## Żołnierze brygady[8]
Dowódcy

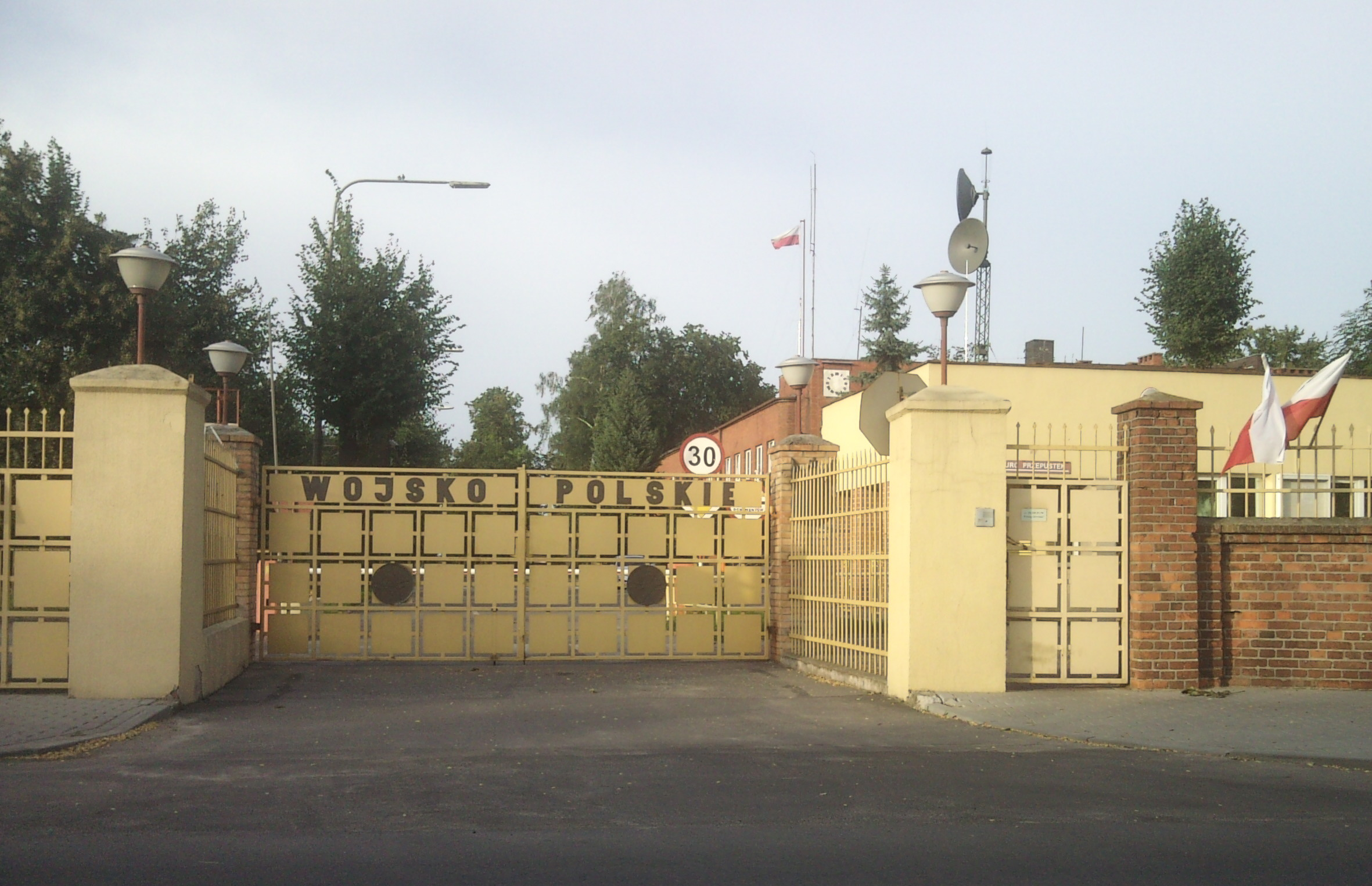
Sieradz – tu stacjonuje brygada

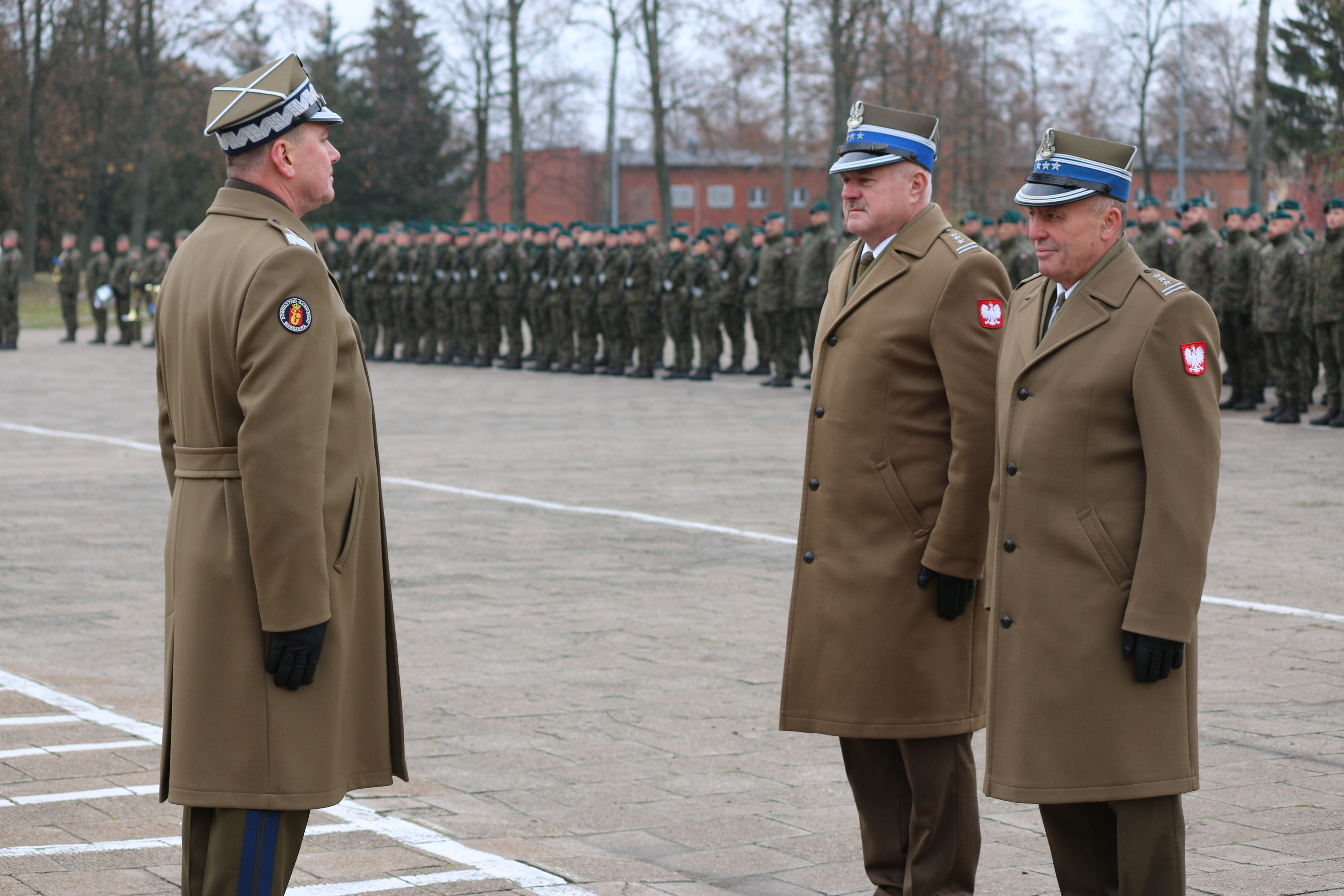
Sieradz, 13.11.2024 r. - Uroczysty apel Z okazji przeformowania 15 SBWD w 15 BŁ

- płk Bernard Mieńkowski (1955–1961)
- płk inż. Stanisław Sadowski (1961–1979)
- płk dypl. Józef Osóbka (1979–1984)
- płk dypl. Aleksander Kubera (1984–1986)
- płk dypl. Władysław Hammer (1986–1994)
- płk dypl. Jerzy Dymczyk (1994–1997)
- gen. bryg. Andrzej Szymonik (1997–2004)
- płk Jan Sobotka (2004–2007)
- gen. bryg. Mirosław Siedlecki (2007–2011)
- płk Roman Januszewski (2011–2016)
- płk Robert Krupa (2016–2019)
- płk Wojciech Daniłowski (2019–2025)
- płk Sławomir Kozłowski (2025–)

Oficerowie
- płk Stanisław Śledź
- płk Tadeusz Wypych
- płk Stanisław Markowski
- płk Karol Kociałkowski
- płk Jan Kowalski